# 311. Infanterie-Division (Wehrmacht)
La 311. Infanterie-Division fu una divisione dell'esercito tedesco attiva durante la seconda guerra mondiale che venne creata nel 1939 e fu impiegata durante la campagna di Francia, finita la quale venne sciolta nell'agosto 1940.

## Storia
La divisione fu istituita il 1º novembre 1939 nella Prussia orientale e dopo la sua formazione rimase nell'area di addestramento militare di Arys. L'8 marzo 1940 la divisione fu riorganizzata e all'inizio della campagna di Francia fu trasferita nell'area di addestramento militare di Grafenwöhr, il 9 giugno 1940. In seguito alla rapida fine della campagna la divisione venne sciolta il 7 agosto 1940.

## Ordine di battaglia
311. Infanterie-Division 1939
- Landwehr-Infanterie-Regiment 152
- Landwehr-Infanterie-Regiment 161
- Landwehr-Infanterie-Regiment 162
- Aufklärungs-Abteilung 311
- Landwehr-Artillerie-Regiment 311
- Landwehr-Pionier-Bataillon 311
- Landwehr-Nachrichten-Abteilung 311
- Landwehr-Versorgungseinheiten 311

311. Infanterie-Division 1940
- Infanterie-Regiment 247
- Infanterie-Regiment 249
- Infanterie-Regiment 250
- Aufklärungs-Abteilung 341
- Artillerie-Regiment 311
- Pionier-Bataillon 341
- Nachrichten-Abteilung 341
- Versorgungs-Einheit 341

## Comandanti
- Generalmajor Paul Gerhardt (10 novembre 1939 - 1º agosto 1940)[1]